# Bayerische Zugspitzbahn
Bayerische Zugspitzbahn – wąskotorowa linia kolejowa w Niemczech w kraju związkowym Bawaria łącząca Garmisch-Partenkirchen z Zugspitzplatt oraz Schneefernerhaus u podnóży szczytu Zugspitze. Na górskiej części trasy linia ta jest linią kolei zębatej.  
Została wybudowana w latach 1928–1930. Ma 19,5 km długości, z czego górne 4,5 km przebiega w wydrążonym w masywie Zugspitze tunelu. 

## Historia

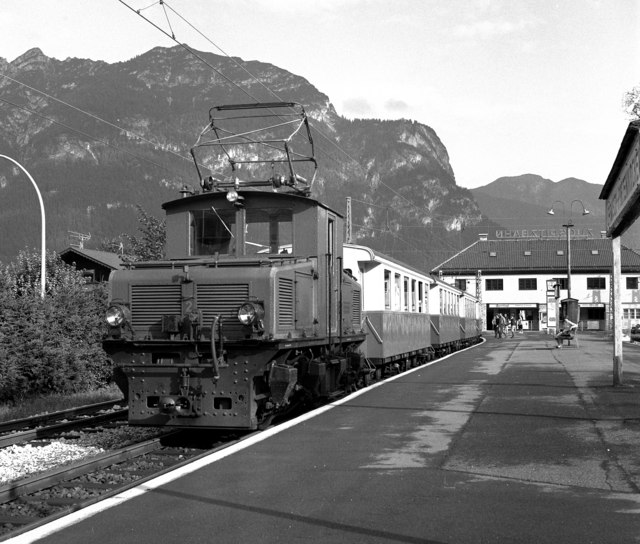
Lokomotywa nr 2 z trzema wagonami na stacji początkowej w Garmisch (1982 rok)

Od końca XIX wieku istniały pomysły na zbudowanie kolei na Zugspitze. Rozważano różne rozwiązania techniczne, takie jak kolej linowo-terenowa, kolej linowa lub kolej zębata. Brak finansowania oraz później kryzys wywołany I wojną światową spowodowały brak realizacji tych koncepcji. 
1 kwietnia 1928 roku konsorcjum w składzie Allgemeinen Lokalbahn- und Kraftwerke AG z Berlina, AEG z Berlina oraz Treuhandgesellschaft AG z Monachium otrzymało zgodę na budowę i eksploatację linii kolejowej o mieszanej trakcji – klasycznej na odcinku w dolinie oraz zębatej na odcinku górskim. Wprowadzono pewne zmiany w stosunku do pierwotnych planów: stację końcową przeniesiono ze szczytu Zugspitze 350 metrów niżej, na Zugspitzplatt, skąd połączenie na szczyt zaplanowano koleją linową. Zwiększono także rozstaw szyn z pierwotnych 750 mm na 1000 mm.
Z powodu problemów z wykupem gruntów prace nad położonym w dolinie odcinkiem Garmisch – Eibsee ruszyły dopiero latem 1929. Na tym odcinku największe wyzwanie stanowiła budowa wiaduktu kratownicowego nad linią kolejową Außerfernbahn, budowa przejazdu nad Kreuzeckbahnstraße oraz tunelu Katzenstein o długości 75 m. Odcinek ten ukończono jako pierwszy i został on oddany do użytku 19 grudnia 1929 roku.
W dolnym odcinku górskim między Eibsee a Riffelriß prace mogły ruszyć już latem 1928 roku. Ze względu na różnice w poziomie terenu na odcinku tym zbudowano krótki tunel oraz nadsypano wał ziemny o wysokości 12 m. 
Największym wyzwaniem całej trasy było zbudowanie 4,2–kilometrowego tunelu pod szczytem Zugspitze na najwyższym odcinku między Riffelriß a lodowcem Schneeferner. W lecie 1928 roku przeprowadzono prace geodezyjne, a od jesieni 1928 roku prace przy drążeniu tunelu mogły ruszyć jednocześnie z pięciu miejsc dzięki systemowi pomocniczych kolejek linowych. 8 lutego 1930 roku ukończono przebicie tunelu do Schneeferner. Po dwóch latach budowy 8 lipca 1930 roku otwarto górski odcinek z Eibsee do górnej stacji zlokalizowanej na lodowcu Schneeferner. Całość kosztowała 22 mln DM.
20 stycznia 1931 roku otwarto dla gości hotel Schneefernerhaus przy górnej stacji kolei. W tym samym roku uruchomiono kolej linową łączącą ten hotel ze szczytem Zugspitze.
W 1987 roku wybudowano odgałęzienie górnego odcinka w postaci tunelu Rosi-Tunnel nazwanego na cześć niemieckiej narciarki alpejskiej Rosi Mittermaier. Wraz z tunelem została wybudowana nowa górna stacja końcowa Zugspitzplatt nazywana również Gletscher-Bahnhof (dworzec lodowcowy) z restauracją w sercu ośrodka narciarskiego. Tunel ten otwarto do użytku 15 stycznia 1988. Przez cztery lata obsługiwane były w ruchu pasażerskim oba odcinki do Schneefernerhaus, jak również do Zugspitzplatt. Po zamknięciu hotelu w 1990 roku oraz otwarciu nowej kolei linowej z Zugspitzplatt na szczyt Zugspitze w 1992 roku całkowicie zaniechano obsługi pasażerskiej pierwotnego odcinka do Schneefernerhaus.
W latach 1987–1988 przebudowano dolny odcinek z Grainau do Garmisch i przystosowano go do prędkości 70 km/h. Stacje Kreuzeckbahn i Hammersbach zastąpiono przystankami kolejowymi oraz zlikwidowano przystanek Rießersee. Wprowadzono również do ruchu dwa nowe zespoły trakcyjne, które mogły poruszać się zarówno po trasie zębatej, jak i klasycznej – pasażerowie tych pociągów nie muszą przesiadać się z klasycznego składu na zębaty na stacji Grainau. 
10 czerwca 2000 roku doszło do zderzenia dwóch pociągów Zugspitzbahn w tunelu Katzenstein. W wyniku tego zdarzenia co najmniej 64 osoby zostały ranne. 
W listopadzie 2021 roku oddano do użytku całkowicie nowy dworzec dla Zugspitzbahn w Garmisch-Partenkirchen.

## Przebieg

Profil wysokościowy trasy Zugspitzbahn

Plan tunelu pod Zugspitze

Początek trasy Bayerische Zugspitzbahn znajduje się na stacji Garmisch (pierwotnie Garmisch-Partenkirchen B.Z.B.) zlokalizowanej w Garmisch-Partenkirchen na wysokości 705 m n.p.m. w pobliżu stacji kolejowej DB Garmisch-Partenkirchen. Początkowy odcinek trasy nie jest wyposażony w trzecią szynę z zębami i mogą po nim poruszać się pojazdy trakcyjne o klasycznym napędzie. Przez pierwsze trzy kilometry linia Zugspitzbahn przebiega równolegle do normalnotorowej linii kolejowej Außerfernbahn (Garmisch-Partenkirchen – Kempten (Allgäu)). Na tym odcinku znajduje się przystanek osobowy Hausberg (przy dolnej stacji kolei linowej Hausbergbahn) oraz dawniej znajdował się przystanek osobowy Rießersee B.Z.B. Następnie trasa Zugspitzbahn wznosi się i przechodzi wiaduktem nad linią Außerfernbahn, dalej znajduje się przystanek Kreuzeck-/Alpspitzbahn przy dolnych stacjach kolei linowych Kreuzeckbahn oraz Alpspitzbahn. Dalej znajduje się przystanek osobowy Hammersbach zlokalizowany w części Grainau o tejże nazwie. 7,5-kilometrowy odcinek o trakcji klasycznej kończy się na stacji Grainau. W stacji Grainau znajdują się tory odstawcze wraz z halą naprawczą, gdzie serwisowane są pojazdy Zugspitzbahn.
W Grainau zaczyna się górski odcinek trasy wyposażony w trzecią szynę zębatą. W przypadku pociągów obsługiwanych taborem jednotrakcyjnym, pasażerowie przesiadają się do drugiego pociągu na stacji Grainau. Przez następne 3,2 km pociągi pokonują wzniesienie o maksymalnym nachyleniu 150‰ do stacji Eibsee nazwanej tak od jeziora o tejże nazwie. Jest ona zlokalizowana w pobliżu dawnej dolnej stacji kolei linowej Eibsee-Seilbahn, a od 2017 roku przy dolnej stacji kolei linowej Seilbahn Zugspitze prowadzącej bezpośrednio na szczyt Zugspitze. Na dalszej trasie maksymalne nachylenie wynosi 250‰. Pociągi pokonują następnie krótki tunel o długości 70 m oraz przejeżdżają przez nasyp o wysokości 12 m, by po 4,3 km dotrzeć do przystanku osobowego Riffelriß. Służy on głównie turystom pieszym, w zimie przy dobrych warunkach narciarskich istnieje możliwość zjazdu trasą narciarską do Eibsee.
Za Riffelriß zaczyna się 4,2-kilometrowy tunel Zugspitztunnel wydrążony pod szczytem Zugspitze. W jego wnętrzu znajduje się mijanka oraz rozwidlenie. Pierwotna trasa kończy się w Schneefernerhaus na wysokości 2650 m n.p.m. Obecnie jest ona wykorzystywana jedynie jako dostawy do centrum badawczego w Schneefernerhaus. Regularne pociągi wjeżdżają do tunelu Rosi-Tunnel o długości 975 m i docierają do zlokalizowanej na wysokości 2588 m n.p.m. stacji końcowej Zugspitzplatt pod restauracją w centrum ośrodka narciarskiego. 
Łącznie cała trasa liczy 19,5 km, w tym 7,5 km ma odcinek w dolinie Garmisch – Grainau, a 12 km odcinek zębaty Grainau – Zugspitzplatt. Cała linia jest zelektryfikowana prądem stałym o napięciu 1500 V w napowietrznej sieci trakcyjnej. Na odcinku zębatym wykorzystywany jest system zębnicy Riggenbacha.

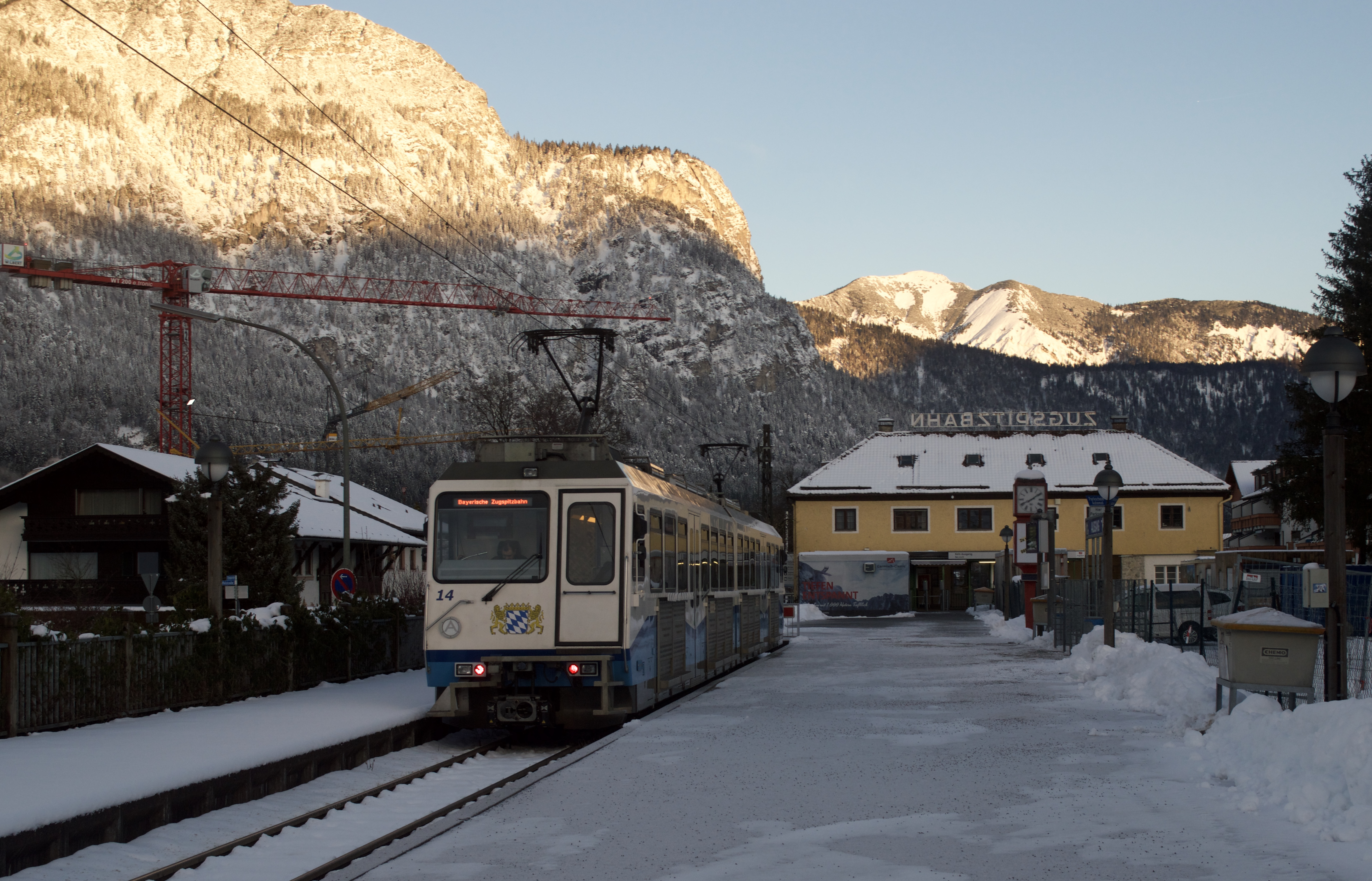
Dawna stacja początkowa w Garmisch (do 2020 roku)
Przystanek Hammersbach
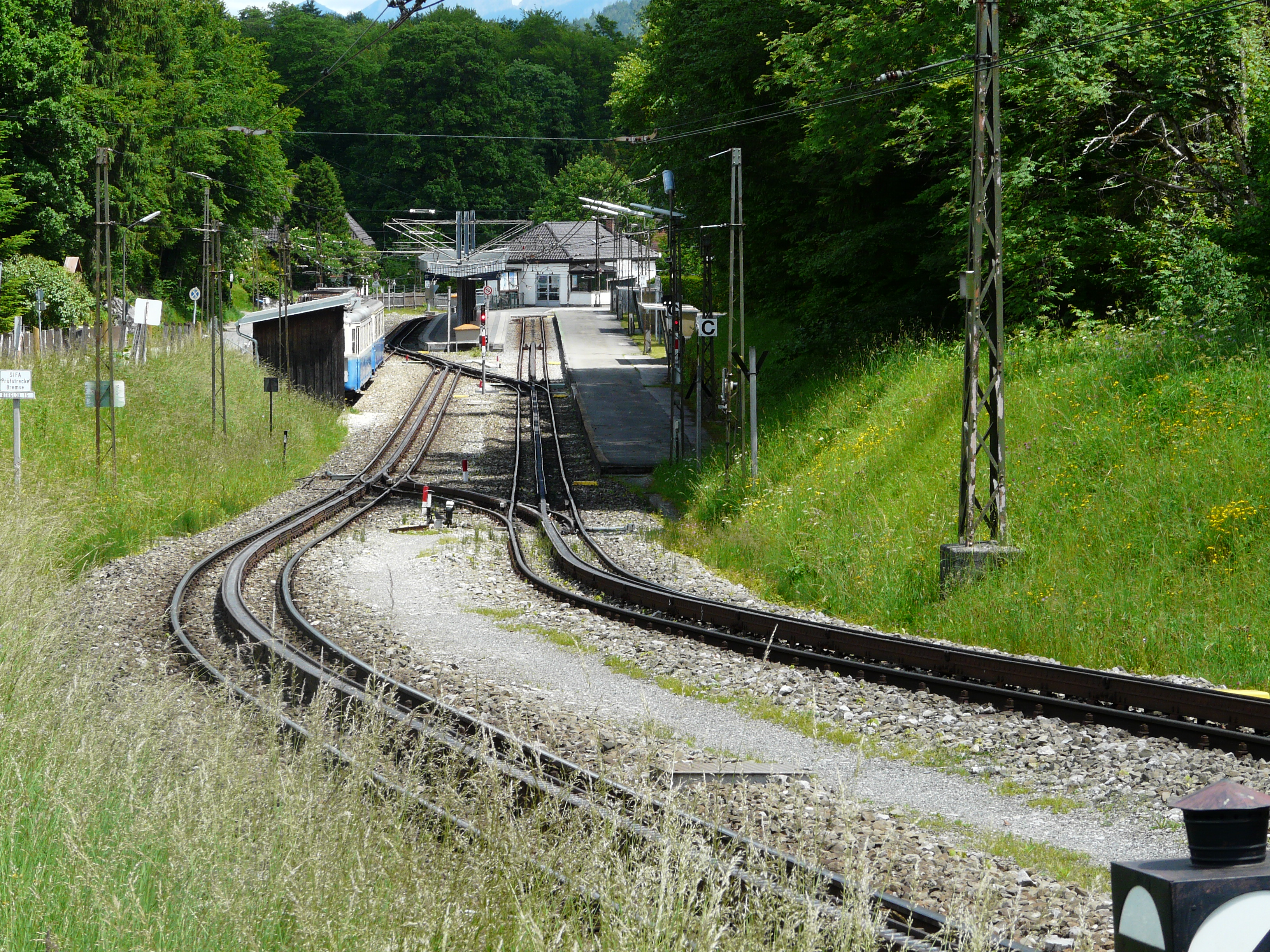
Stacja Grainau
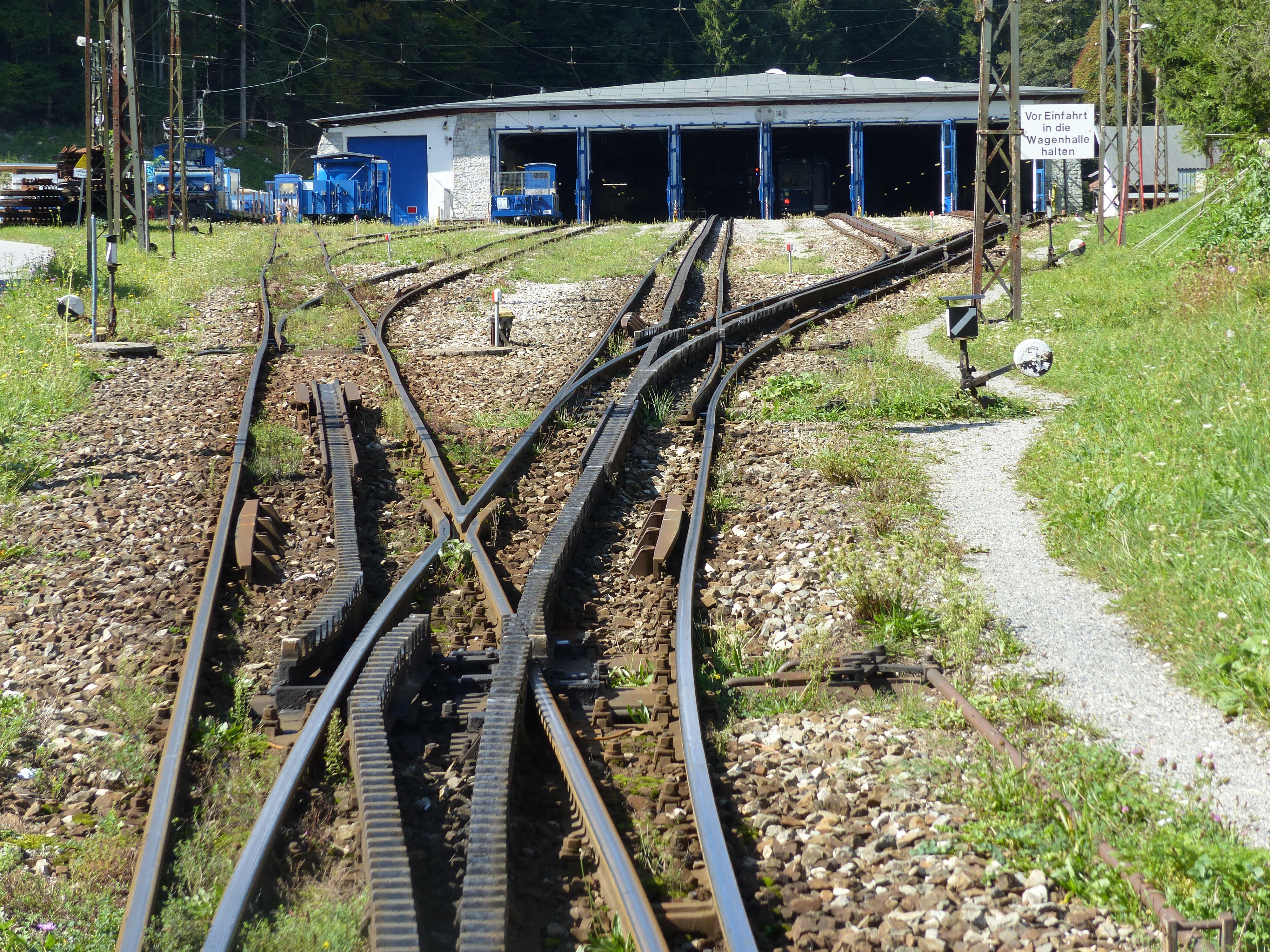
Hala naprawcza i tory postojowe w Grainau
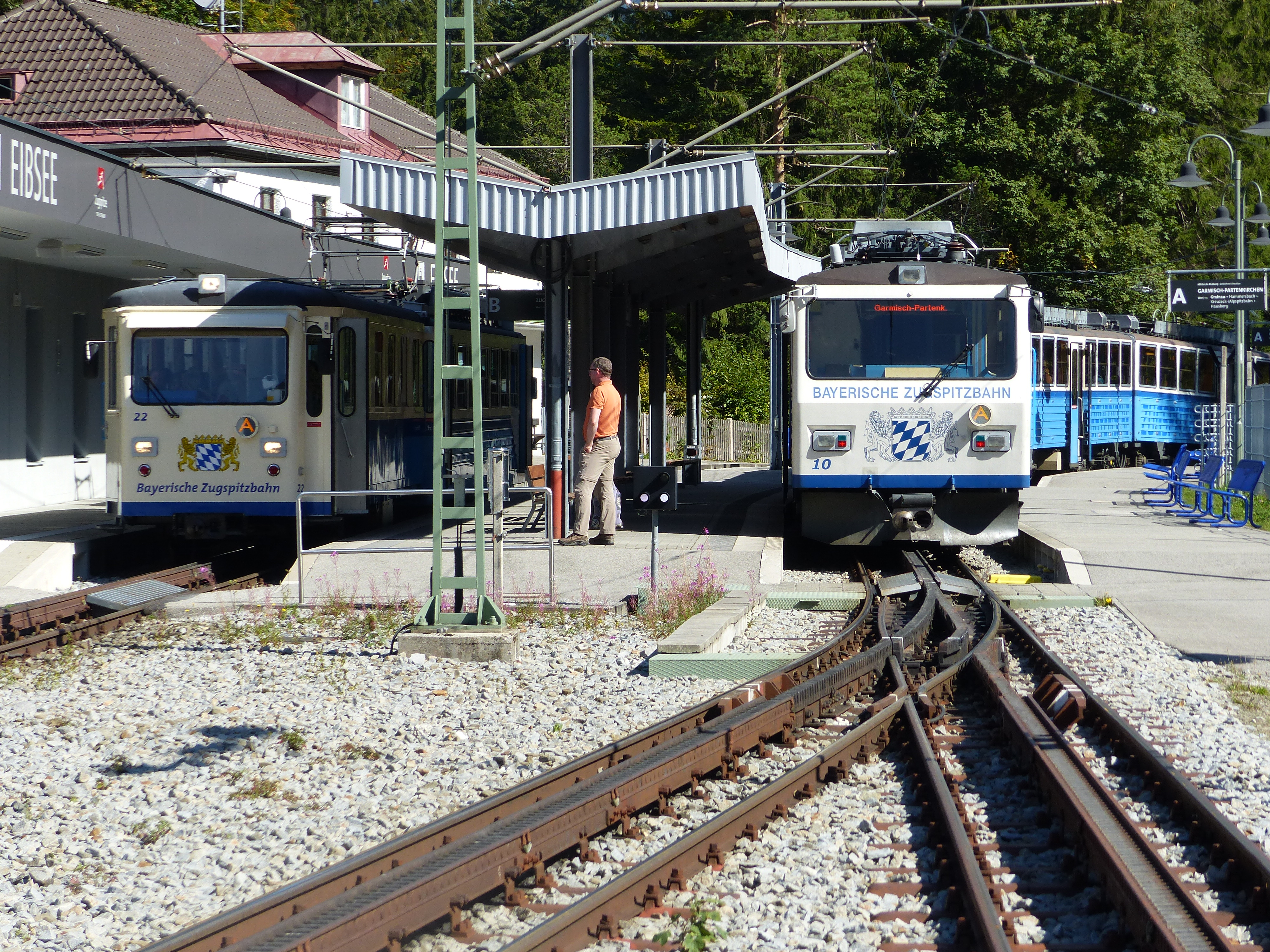
Stacja Eibsee
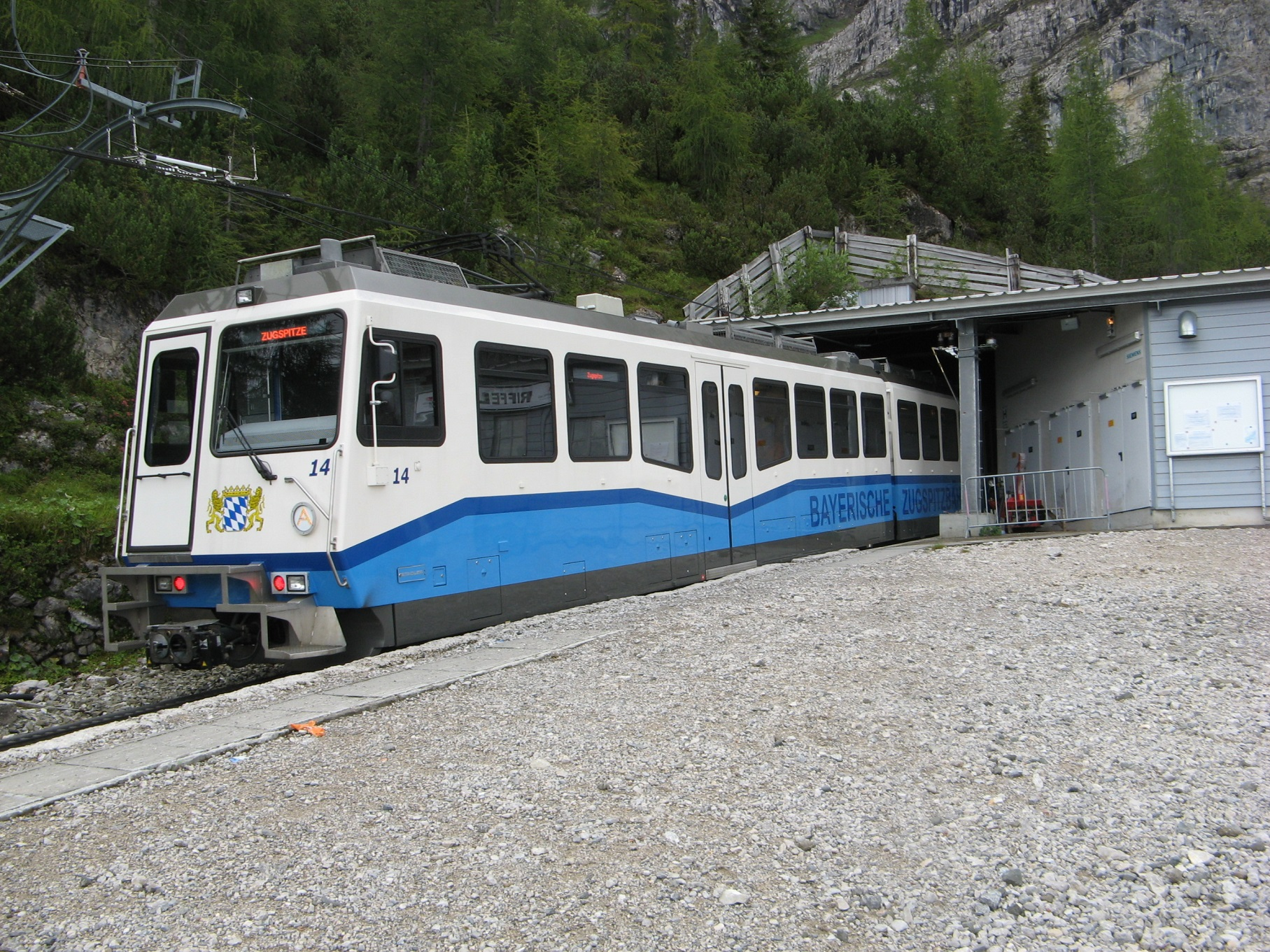
Przystanek Riffelriß oraz wlot do tunelu pod Zugspitze
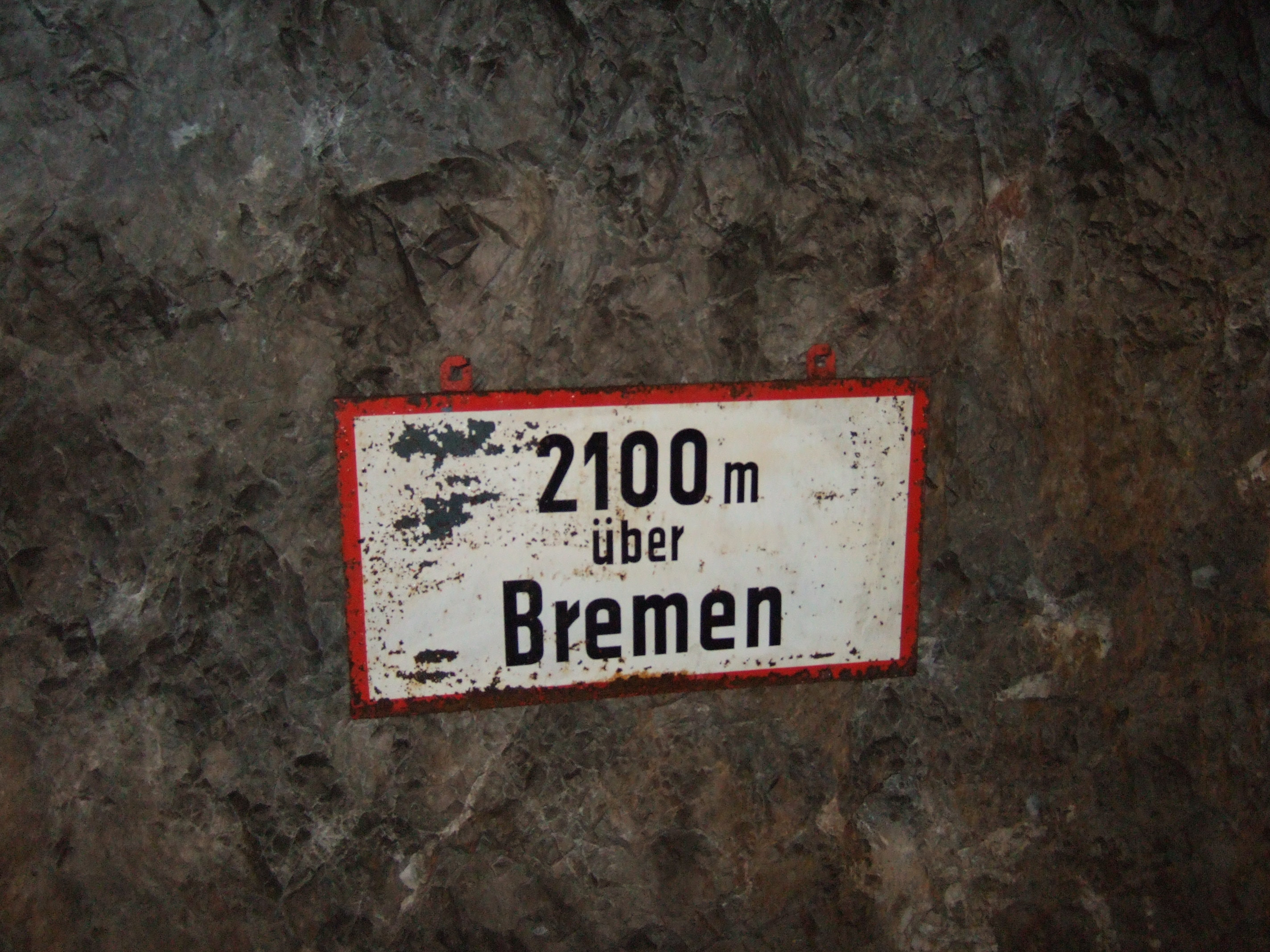
Tablice wewnątrz tunelu informujące o wysokości nad poziomem morza. Tu tablica z napisem „2100 m nad Bremą”
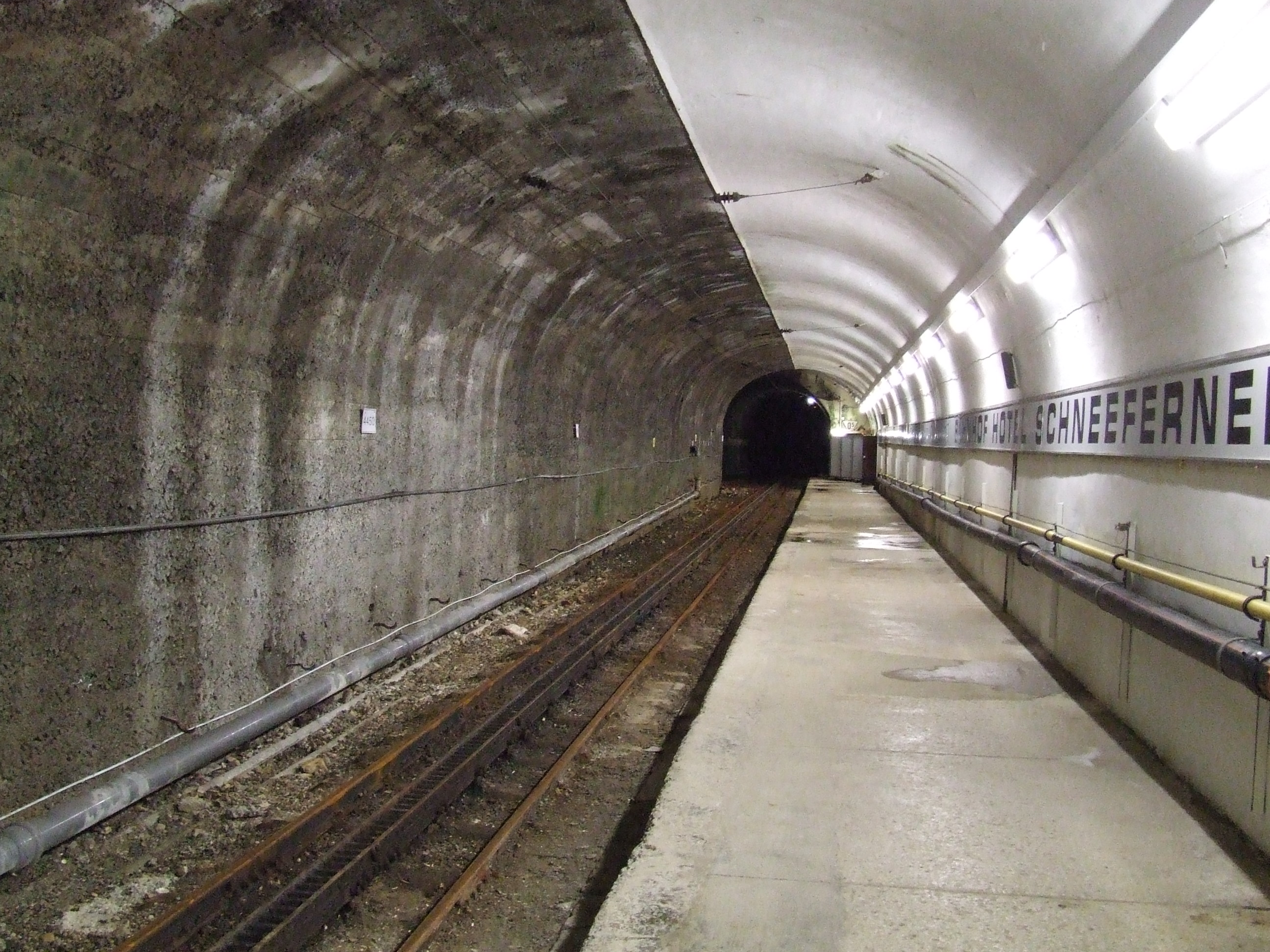
Stacja końcowa Schneefernerhaus
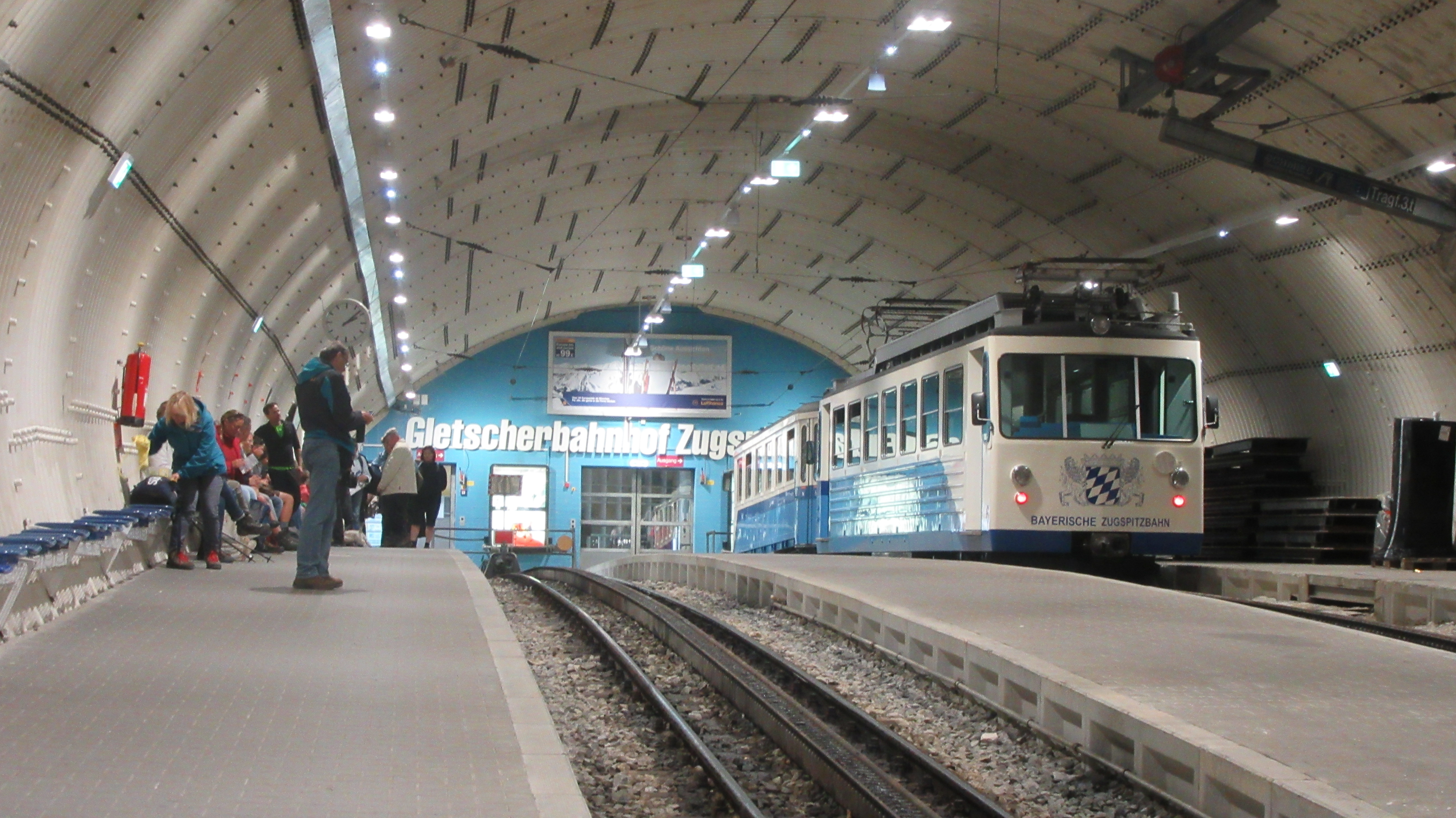
Stacja końcowa Zugspitzplatt
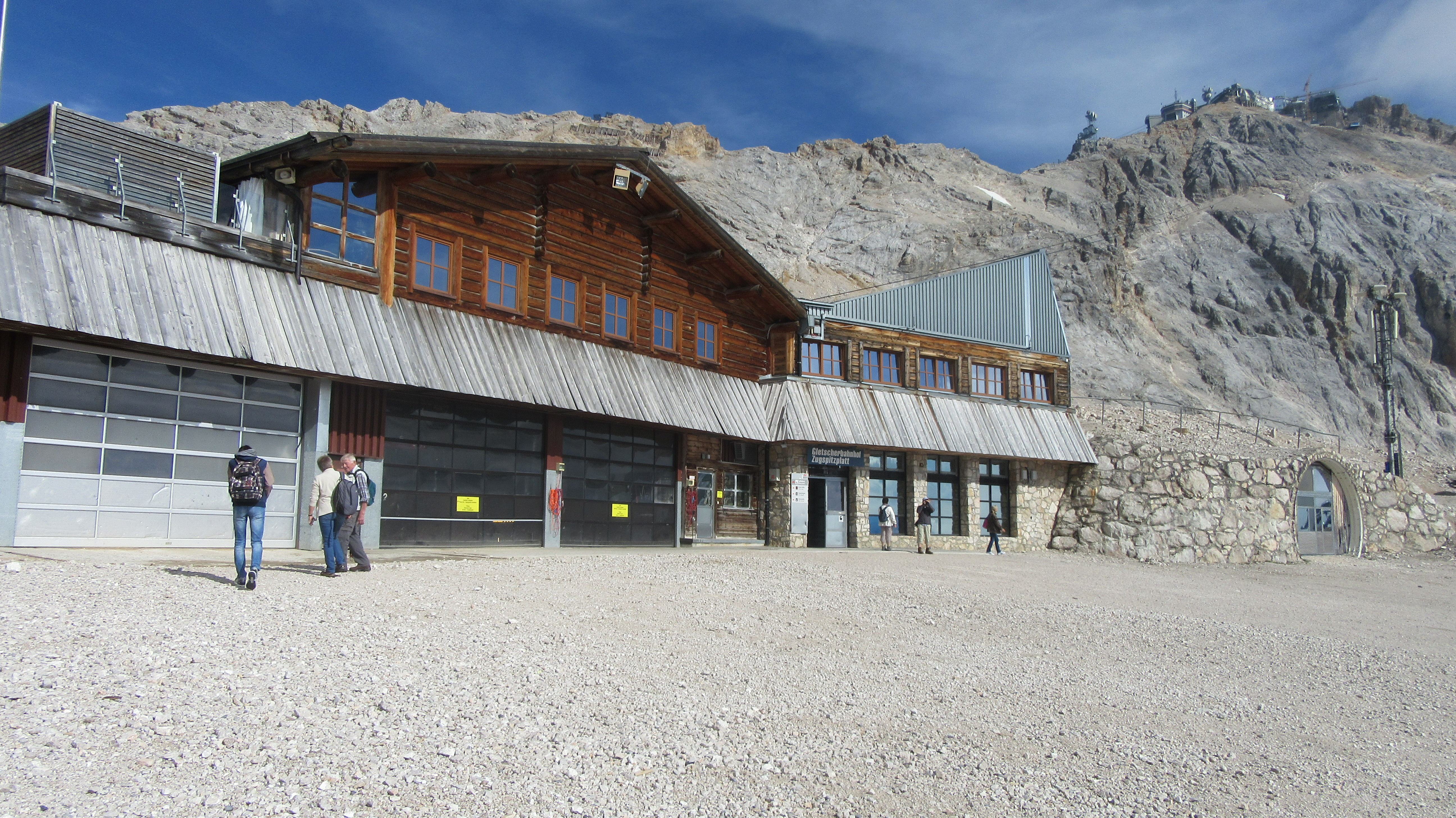
Dworzec Zugspitzplatt z zewnątrz

## Ruch kolejowy
Przewozy na linii Zugspitzbahn wykonuje przedsiębiorstwo Bayerische Zugspitzbahn Bergbahn AG (BZB AG) z siedzibą w Garmisch-Partenkirchen, które należy do gminy Garmisch-Partenkirchen. 

### Przewozy pasażerskie
Od otwarcia kolei w eksploatacji były cztery lokomotywy w trakcji klasycznej i osiem lokomotyw w trakcji zębatej. Pociągi pasażerskie zestawiano wówczas z maksymalnie siedmiu wagonów na odcinku Garmisch–Grainau, maksymalnie trzech wagonów na odcinku w Grainau–Eibsee oraz dwóch na odcinku Eibsee–Schneeferner. Na stacji Grainau zmieniano lokomotywę oraz odczepiano lub doczepiano jeden wagon. W ten sposób możliwy był przejazd całej trasy bez przesiadki. W latach 50. XX wieku wprowadzono do użytku pierwsze wagony silnikowe o trakcji zębatej, dzięki czemu skrócono czas przejazdu na odcinku górskim. Podróż wymagała jednak przesiadki na stacji w Grainau. Dzięki zakupowi dwóch nowych wagonów silnikowych z napędem zębatym od 1978 roku całkowicie zrezygnowano z prowadzenia pociągów pasażerskich w zestawieniu lokomotywa z wagonami na całej trasie. Składy takie kursowały odtąd jedynie z Garmisch do Grainau. Od 1958 roku pociągi pasażerskie kursują w godzinnym takcie. Wprowadzenie do ruchu pierwszych dwutrakcyjnych wagonów silnikowych w 1987 roku pozwoliło na realizację części kursów bez przesiadki na całej trasie. Niektóre pociągi jednak nadal prowadzone są z przesiadką na stacji w Grainau, ponieważ nadal w eksploatacji pozostają pojazdy jednotrakcyjne. W 2017 roku w związku z zamknięciem kolei linowej z Eibsee na szczyt Zugspitze pociągi kursowały w 30-minutowym takcie, a jeden dodatkowy obieg obsługiwany był przez lokomotywę z wagonami. Obecnie pociągi kursują w takcie godzinnym z możliwym wzmocnieniem do taktu 30-minutowego, np. w czasie sezonu narciarskiego.
Na odcinku Garmisch–Grainau pociągi Zugspitzbahn noszą numer RB 64. Rozkład jazdy w sieciowym rozkładzie jazdy pociągów w Bawarii umieszczono w tabeli nr 964.
W pociągach Bayerische Zugspitzbahn na odcinku górskim obowiązuje wyłącznie taryfa własna BZB AG. Na odcinku w dolinie od Garmisch do Grainau obowiązują niektóre bilety sieciowe, jak np. Deutschland-Ticket czy Bayern-Ticket. W 2016 roku organizator transportu kolejowego na terenie Bawarii, spółka Bayerische Eisenbahngesellschaft mbH, powierzyła BZB AG prowadzenie pociągów na trasie Garmisch–Grainau do roku 2031 w wymiarze 40 000 pckm rocznie.

### Przewozy towarowe
Do otwarcia kolei linowej Eibsee-Seilbahn Zugspitzbahn stanowiła jedyną możliwość transportu towarów, żywności i wody pitnej na Zugspitzplatt oraz szczyt Zugspitze. Ze względu na konieczność dostarczania wody pitnej do Scheefernerhaus koleją zębatą, poniżej wlotu do tunelu Zugspitztunnel wybudowano stację, gdzie napełniano cysterny wodą. Obecnie kolej jest wykorzystywana do dostaw do restauracji Sonnalpin, ośrodka narciarskiego Zugspitze oraz centrum badawczego w Schneefernerhaus. Wykorzystuje się ją także do transportu elementów i maszyn do budowy infrastruktury narciarskiej oraz ratraków do ośrodka narciarskiego. 

### Tabor
Tabor wykorzystywany na Bayerische Zugspitzbahn składa się z siedmiu dwutrakcyjnych wagonów silnikowych, dwóch dwutrakcyjnych wagonów sterowniczych, dwóch wagonów silnikowych o trakcji zębatej, trzech lokomotyw o trakcji zębatej oraz dwóch o trakcji klasycznej wg tabeli poniżej:
| Numer    | Producent                                | Trakcja      | Układ osi         | Początek eksploatacji | Uwagi                                                                   | Zdjęcie |
| -------- | ---------------------------------------- | ------------ | ----------------- | --------------------- | ----------------------------------------------------------------------- | ------- |
| 1–4      | AEG                                      | klasyczna    | Bo                | 1929                  | 2 szt. w eksploatacji, 2 szt. jako pomnik                               |         |
| 11–15    | AEG                                      | zębata       | 1zzz1             | 1929                  | 2 szt. w eksploatacji                                                   |         |
| 19       | Stadler Rail                             | zębata       | 1zz1‘1zz1‘        | 2017                  |                                                                         |         |
| 1–4      | MAN, AEG, SLM                            | zębata       | 1zz1‘1zz1‘        | 1954–1958             | wycofane z eksploatacji w 2006 roku (nr. 1, 3 i 4) i w 2018 roku (nr 2) |         |
| 5–6      | SLM, BBC                                 | zębata       | 1zz1‘1zz1‘        | 1978                  |                                                                         |         |
| 10–11    | SLM, Siemens                             | dwutrakcyjne | 1Az'1Az'+1Az'1Az' | 1987                  |                                                                         |         |
| 12–16    | Stadler Rail                             | dwutrakcyjne | Bozz'Bozz'Bozz'   | 2006                  |                                                                         |         |
| 309      | SIG, SLM, BBC; przebudowa w Stadler Rail | dwutrakcyjny | Bozz'Bozz'        | 1979; przebudowa 1999 | od 1999 po przebudowie w taborze BZB, wcześniej w Berner-Oberland-Bahn  |         |
| 211, 213 | SIG, SLM, BBC; przebudowa w Stadler Rail | dwutrakcyjne | Bozz'Bozz'        | 1979; przebudowa 1999 | wagony sterownicze do pojazdu trakcyjnego nr 309                        |         |

Ponadto przewoźnik posiada 10 wagonów towarowych.